# سبوريشي (فليكا كلادوشا)
سبوريشي (السيريلية : Збориште) هي قرية في البوسنة والهرسك. وهي تقع في بلدية فليكا كلادوشا التابعة لكانتون يونا-سانا في اتحاد البوسنة والهرسك. طبقا لنتائج التعداد السكاني للبوسنة عام 2013، فقد كان عدد سكانها 1,292 نسمة.

## التركيبة السكانية

### التطور التاريخي للسكان
| 1961 | 1971 | 1981 | 1991 | 2013 |
| ---- | ---- | ---- | ---- | ---- |
| 483  | 795  | 1030 | 1336 | 1292 |

### المجتمع المحلي
في عام 1991، المجتمع المحلي في القرية كان 3,961 نسمة، موزعة على النحو التالي:

## وصلات خارجية
- (بالإنجليزية) Maplandia